# Quadra del Mas Déu
La Quadra del Mas Déu és una masia inclosa a l'Inventari del Patrimoni Arquitectònic de Catalunya. Equidistant entre els Omells de na Gaia i Vallbona de les Monges, es troba dins el terme de Vallbona.

## Descripció
És una edificació en despoblat, de planta baixa i un pis, amb un petit hort clos per un mur de pedra seca. Dins el recinte hi ha una gran cisterna de lloses de pedra, i una galeria coberta amb dues arcades gòtiques de reduïdes proporcions, formant com una petita galeria de claustre.

## Història
La primera notícia històrica data del 18 d'octubre de 1232. El 1237, l'abadessa de Vallbona fa un assentament a les terres ermes del Mas-Déu a favor de Pere Vinader i aquest paga un terç dels fruits, a més del delme i la primícia, al monestir. Aquesta granja que pertanyia al cenobi de Vallbona, conegué un gran desenvolupament agrícola i ramader a partir de la fi del segle xiii. S'hi cultivaven cereals i vinyes, i els delmes parlen d'anyells, cabres, juntament, amb porcells i pollastres, com també de l'elaboració de la llana. A partir del 20 de desembre de 1569, Mas-Déu fou un terme separat de Llorenç i els Omells, dependent del monestir de Vallbona. Al segle passat era una cabana abandonada. Avui en tenen cura le monges de Santa Maria de Vallbona.